# Fred Warburton
Frederick "Fred" Warburton (8 d'agost de 1880 - 1948) va ser un futbolista i entrenador anglès que va competir a començaments del segle xx.

## Jugador
Warburton va jugar al futbol professionalment a Anglaterra. Va jugar un partit amb el Bolton Wanderers i posteriorment amb el Bury FC durant dues temporades, en què marcà 5 gols en 11 partits. També jugà a la Southern Football League amb el Swindon Town FC i Plymouth Argyle FC abans de jugar amb l'Accrington Stanley i Morecambe FC.

## Entrenador
Warburton fou entrenador de la Selecció dels Països Baixos entre 1919 i 1923. Fou l'entrenador que dirigí la selecció neerlandesa durant els Jocs de 1920, en què van guanyar la medalla de bronze.